# Mucho Barato
Mucho Barato utkom den 1996 och är hiphopgruppen Control Machetes debutalbum.

## Låtlista
1. "Control Machete" (Caballero, Elizalde) – 3:11
2. "¿Comprendes Mendes?" (Caballero, Elizalde) – 3:36
3. "Las Fabulosas I" – 1:14
4. "Andamos Armados" (Caballero, Elizalde) – 3:57
5. "Humanos Mexicanos" (Caballero, Elizalde) – 3:07
6. "Cheve" (Caballero, Elizalde) – 3:45
7. "Madrugada Encore" – 0:48
8. "Así Son Mis Días" (Elizalde) – 3:35
9. "Te Aprovechas del Límite?"  – 3:12
10. "Justo'n" (Caballero, Elizalde) – 5:14
11. "La Copa de Dama" – 0:37
12. "La Lupita" (Caballero) – 3:39
13. "Grin-Gosano" (Caballero, Elizalde) – 2:17
14. "Unete Pueblo" (Caballero, Elizalde) – 3:49
15. "Las Fabulosas II" – 1:03
16. "El Son Divo" (Caballero, Elizalde) - 3:17
17. "Marioneta" (Caballero, Elizalde) - 4:18
18. "Mexican Curious" (Caballero, Elizalde) - 3:53